# Stockholm Gazette
Stockholm Gazette var en franskspråkig tidning som utkom i Stockholm.